# Chastoozersky (huyện)
Huyện Chastoozersky (tiếng Nga: ? райо́н) là một huyện hành chính tự quản (raion), của Tỉnh Kurgan, Nga. Huyện có diện tích 1918 km², dân số thời điểm ngày 1 tháng 1 năm 2000 là 8800 người. Trung tâm của huyện đóng ở Chastoozer'ye.